# تسوخدیگ
تسوخدیگ (به لاتین: Tsukhdyg) یک منطقهٔ مسکونی در روسیه است که در داغستان واقع شده‌است.